# Vườn quốc gia Dãy Stirling
Vườn quốc gia Dãy Stirling là một vườn quốc gia ở Tây Úc, Úc.